# Festuca dimorpha
Festuca dimorpha är en gräsart som beskrevs av Giovanni Gussone. Festuca dimorpha ingår i släktet svinglar, och familjen gräs. Inga underarter finns listade i Catalogue of Life.